# Iwan Alexandrowitsch Kalita
Iwan Alexandrowitsch Kalita (russisch Иван Александрович Калита; * 14. Januar 1927 in Bolschaja Alexejewka; † 29. März 1996 in Moskau) war ein russischer Dressurreiter.

## Karriere
Kalita nahm zwischen 1960 und 1976 an fünf Olympischen Spielen teil. Bei seinem Debüt 1960 in Rom belegte er mit dem Pferd Korbey den fünften Platz in der Einzelwertung. 1964 in Tokio gewann er mit der sowjetischen Mannschaft die Bronzemedaille und wurde im Einzel 15. mit dem Pferd Moar. Vier Jahre später erreichte er in Mexiko-Stadt mit Absent Platz vier in der Einzelwertung und gewann mit dem Team die Silbermedaille. Bei den Olympischen Spielen 1972 in München errang er mit Tarif Mannschaftsgold und wurde erneut Fünfter in der Einzelwertung. Seine letzte Olympiateilnahme folgte 1976 in Montreal, wo er mit der Mannschaft Vierter wurde und im Einzel Rang 13 belegte. Mit 49 Jahren und 197 Tagen war er der älteste sowjetische Olympiateilnehmer aller Zeiten.
Auch bei Welt- und Europameisterschaften war Kalita erfolgreich. 1970 gewann er mit Tarif Mannschaftsgold bei den Weltmeisterschaften, 1974 folgte Mannschaftssilber. Bei Europameisterschaften sicherte er sich mit der sowjetischen Equipe die Bronzemedaille 1965 mit Moar sowie 1969 mit Tarif. In den Jahren 1971, 1973 und 1975 gewann er jeweils Mannschaftssilber. 1973 errang er außerdem die Bronzemedaille in der Einzelwertung. Zwischen 1959 und 1976 wurde Kalita elfmal sowjetischer Meister.
Nach dem Ende seiner aktiven Laufbahn war Kalita ab 1978 Nationaltrainer der sowjetischen Dressurreiter und betreute unter anderem das Vereinte Team bei den Olympischen Spielen 1992 in Barcelona.
Kalita war seit 1952 Mitglied der Kommunistischen Partei der Sowjetunion. 1961 schloss er sein Studium an der Frunse-Militärakademie ab. 1970 wurde er als Verdienter Meister des Sports der UdSSR ausgezeichnet. Für seine Leistungen erhielt er dreimal das Zeichen der Ehre in den Jahren 1960, 1970 und 1972 sowie 1985 den Orden des Vaterländischen Krieges zweiter Klasse.